# Leonardo De Lorenzo
Leonardo De Lorenzo (né le 29 août 1875 à Viggiano, dans la province de Potenza, et mort le 29 juillet 1962 à Santa Barbara, en Californie) est un flûtiste italien.

## Biographie
Leonardo De Lorenzo commence l'étude de la flûte à l'âge de 8 ans et poursuit sa formation au Conservatoire San Pietro a Majella de Naples. Il est forcé d'interrompre ses études pour travailler et émigre à 16 ans aux États-Unis, où il trouve du travail dans une auberge du Kentucky. En 1896, il retourne en Italie pour faire son service militaire à Alexandrie au sein de la musique militaire dirigée par Giovanni Moranzoni.
C'est à cette époque que De Lorenzo commence à créer ses propres compositions, qu'il ne tarde pas à réunir dans ses Nove studi artistici (neuf études artistiques) publiées par l'éditeur allemand Julius Heinrich Zimmermann. Une fois son service militaire terminé, il voyage en Allemagne, en Angleterre et en Afrique du Sud. En 1907, il retourne à Naples pour terminer ses études. En 1909, il retourne aux États-Unis et remplace Georges Barrère au poste de premier flûtiste du New York Symphony Orchestra dirigé par Gustav Mahler.
Il est par la suite engagé par les orchestres de Minnesota, de Los Angeles et de Rochester, où il est aussi engagé comme professeur de flûte par l'Eastman School of Music. En 1935, il se retire en Californie avec sa femme, la pianiste Maude Peterson, et se consacre exclusivement à la composition et à son essai sur la flûte.
En 1951, il publie My Complete Story of the Flute (mon histoire complète de la flûte), qui obtient un grand succès dans le milieu de la musique classique. Le 25 octobre 1953, il fait don de tous ses documents de recherche à l'Université de Californie du Sud à Los Angeles. De Lorenzo est mort le 29 juillet 1962 chez lui, à Santa Barbara. Le concours international de flûte qui se déroule tous les deux ans à Viggiano lui est dédié.

## Compositions
- Appassionato, fantaisie sentimentale pour flûte, op. 5
- Giovialità, pour flûte et piano, op. 15
- Saltarello, pour flûte, op. 27
- Carnevale di Venezia, pour flûte seule
- Nove grandi studi
- I tre virtuosi, caprice brillant pour trois flûtes, op. 31
- I seguaci di Pan, caprice fantastique pour quatre flûtes, op. 32
- Non plus ultra, 18 caprices pour flûte seule, op. 34
- Pizzica-Pizzica, pour flûte, op. 37
- Suite mythologique, pour flûte seule, op. 38
- Idillio, pour flûte et piano, op. 67
- Improvviso, pour flûte et piano, op. 72
- Sinfonietta (Divertimento Flautistico), pour cinq flûtes, op. 75
- Trio Eccentrico, pour flûte, clarinette et basson, op. 76
- Trio Romantico, pour flûte, hautbois et clarinette, op. 78
- I quattro virtuosi (Divertimento fantastico), pour flûte, hautbois, clarinette et basson, op. 80
- Capriccio, pour quatre flûtes, op. 82

## Ouvrages didactiques
- L'Indispensabile. A complete modern school for the flute  (1912)
- My complete story of the flute (1951)

## Suites
En 2003, Jindrich Feld fait paraître sa Fantaisie-variations sur un thème de Leonardo De Lorenzo pour flûte seule. Ce thème est tiré de la Valse pathétique, op. 20 no 2, pour flûte et piano,.